# Vijay (ator)
Joseph Vijay Chandrasekhar (nascido em 22 de junho de 1974 ), conhecido profissionalmente como Vijay, é um ator e cantor indiano que trabalha predominantemente no cinema Tamil . Ele está entre os atores mais bem pagos da Índia e apareceu na lista Celebrity 100 da Forbes India em sete ocasiões. Ele interpretou o papel principal em 66 filmes e o International Business Times o classificou como um "artista consistente". Referido como Talapatia ( trad. Commander ), Vijay tem um número significativo de seguidores internacionalmente. Ele ganhou vários prêmios, incluindo o Prêmio de Melhor Ator de Osaka e o Prêmio Internacional de Cinema do Sul da Índia . Em 2023, ele se tornou o ator mais bem pago da Índia e um dos atores mais bem pagos do mundo.

## Vida pessoal
Vijay casou-se com Sangeetha Sornalingam, uma tâmil do Sri Lanka que conheceu no Reino Unido, em 25 de agosto de 1999. Eles têm dois filhos. O filho de Vijay fez uma participação especial com seu pai em Vettaikaaran (2009) e sua filha interpretou um pequeno papel como a filha pré-adolescente de seu pai em Theri (2016).
Em 5 de fevereiro de 2020, o Departamento de Imposto de Renda invadiu a residência de Vijay em Chennai e perguntou sobre uma possível evasão fiscal, anotando seu investimento em imóveis, que ele herdou do estúdio de produção AGS Entertainment. Foi relatado que Vijay e o produtor da AGS Entertainment, Anbu Cheliyan, eram suspeitos de pagamentos não revelados e suposta fraude fiscal. Quase ₹ 65 crore foram apreendidos pelos funcionários da residência de Cheliyan. A investigação ocorreu enquanto Vijay filmava seu filme Master in Cuddalore . Em 12 de março, as autoridades afirmaram que nada de significativo foi encontrado durante a operação. Os oponentes do Partido Bharatiya Janata os acusaram de visar politicamente Vijay por meio de tais ataques porque ele os criticava sobre a desmonetização e o Imposto sobre bens e serviços (Índia) no filme Mersal .
Em 13 de julho de 2021, o Tribunal Superior de Madras rejeitou uma petição movida por Vijay em 2012 buscando isenção do Imposto de Entrada para seu carro Rolls-Royce Ghost importado da Inglaterra. Ele impôs uma multa de ₹1 lakh, que foi alocada ao fundo público de alívio COVID do ministro-chefe de Tamil Nadu. O juiz SM Subramaniam disse que a base de fãs de Vijay o considera um herói e esperava-se que ele fosse um em vez de um herói "reel", chamando-o ainda de um hábito antinacional. Em 15 de julho de 2021, Vijay entrou com um recurso contra as declarações difamatórias feitas pelo juiz contra ele no tribunal superior de Madras. Em 20 de julho de 2021, o recurso de Vijay contra a questão do caso de isenção fiscal e declarações difamatórias foi movido para outro setor tributário do tribunal. Em 27 de julho de 2021, um banco de dois juízes do tribunal superior de Madras suspendeu a ordem anterior aprovada pelo juiz SM Subramaniam, que incluía as observações críticas e também suspendeu a ordem de uma multa de $$ 1 lakh. Em 25 de janeiro de 2022, o tribunal rejeitou e removeu as declarações críticas difamatórias feitas pelo juiz SM Subramaniam contra Vijay. Em 15 de julho de 2022, o tribunal declarou que nenhuma multa deveria ser aplicada ao carro importado por ter pago o imposto de entrada integral antes de janeiro de 2019, encerrando o processo no processo. Em 2023, ele anunciou sua entrada política usando seu fã-clube Vijay Makkal Kazhagam como partido político.

### Fortuna
Em 2021, o patrimônio líquido de Vijay é de ₹ 4.200 milhões ou ₹ 420 crore. Vijay ganhou um salário de ₹ 100 crore para Beast, e também ganhou cerca de ₹ 120 crore - ₹ 150 crore para Varisu, marcando-o entre os atores indianos mais bem pagos. Em 2023, ele ganhou ₹ 200 crore de salário e se tornou um dos atores mais bem pagos do mundo.